# Cheilolejeunea warnstorffii
Cheilolejeunea warnstorffii là một loài Rêu trong họ Lejeuneaceae. Loài này được Franz Stephani mô tả khoa học đầu tiên năm 1896.